# Hermann von Breitenlandenberg
Herman von Breitenlandenberg, également connu sous les noms de von Landenberg et de von Ladenburg, né en 1410 et mort le 18 septembre 1474 à Constance est un ecclésiastique thurgovien du XVe siècle. Il est évêque de Constance de 1466 à 1474.

## Famille
Il est issu de la maison des seigneurs de Landenberg, une famille de chevaliers thurgovienne. Ses parents sont Hermann IV, dit Schöch, et Ursula Truchsess von Diessenhofen.
Il est le frère Wildhans von Breitenlandenberg le capitaine du Greifensee, mort exécuté par les Confédérés en 1444. Son autre frère, Kaspar von Breitenlandenberg fut abbé du monastère de Saint-Gall de 1442 à 1463. Sa sœur Anna aurait été mariée au maire de Zurich, Schwend.
Il est aussi le beau-frère du chevalier Bilgeri von Heudorf (Pèlerin von Heudorf).

## Biographie

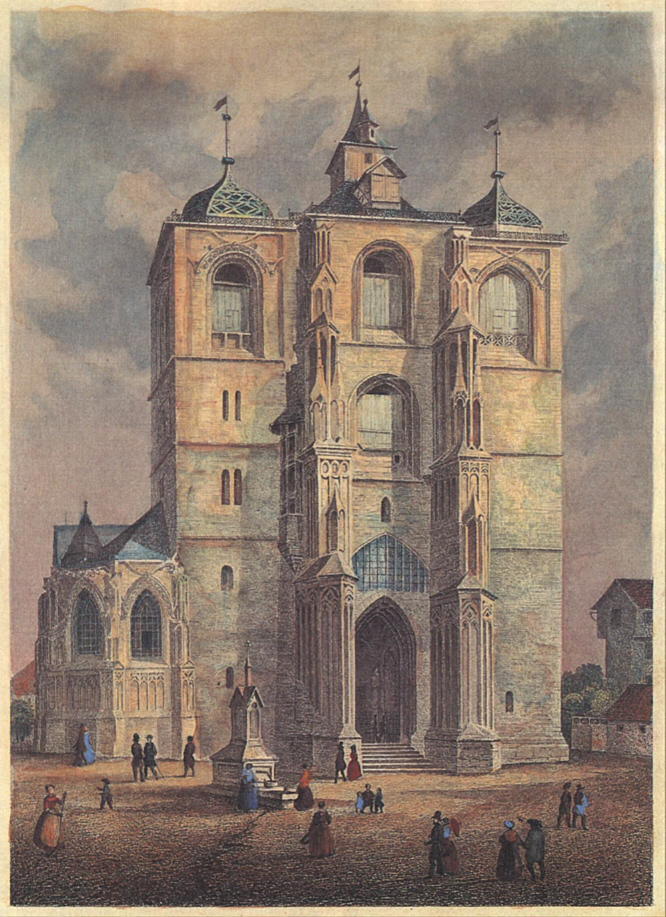
La cathédrale de Constance dans sa forme architecturale gothique tardive, telle qu'elle se présentait à la fin du XV.

Hermann étudie à l'université de Heidelberg à partir de 1424, puis à celle de Bologne à partir de 1436. En 1430, il devint chanoine et maître de cathédrale à Constance. En 1442, il est nommé chanoine de la cathédrale de Coire. De 1451 à 1466, il est doyen de la cathédrale de Constance.
Le 24 avril 1466, il devient évêque du diocèse de Constance, prenant la succession  de feu Burkhard II von Randegg . Il nomme immédiatement Ludwig von Freiberg, chanoine de Constance, comme coadjuteur.
L'évêque Hermann est considéré comme un artisan de la paix. Il est en effet, en 1468 et en 1472 un médiateur important entre la  Confédération et les  Habsbourg ; Il meurt peu de temps avant la conclusion entre les huit cantons suisses primitifs et l'archiduc Sigismond d'Autriche de la « Paix perpétuelle de 1474 », qu'il contribua à influencer.
Hermann von Breitenlandenberg meurt le 18 septembre 1474 ; il est inhumé dans la cathédrale de Constance. Le conflit du diocèse de Constance oppose pour sa succession pendant six ans Ludwig von Freiberg le candidat du pape Sixte IV et Othon IV de Sonnenberg, le candidat du chapitre de la cathédrale et de l'empereur, qui l'emporte finalement en 1480 au décès de Ludwig.